# Limpopo (râu)
Limpopo este un fluviu cu lungimea de 1.680 km, care formează o parte din granița de nord dintre Africa de Sud, Botswana, Zimbabwe și Mozambic.